# Diocesi di Lisiade
La diocesi di Lisiade (in latino Dioecesis Lysiadensis) è una sede soppressa del patriarcato di Costantinopoli e una sede titolare della Chiesa cattolica.

## Storia
Lisiade, tra Oinan e Aresli nell'odierna Turchia, è un'antica sede episcopale della provincia romana della Frigia Salutare nella diocesi civile di Asia. Faceva parte del patriarcato di Costantinopoli ed era suffraganea dell'arcidiocesi di Sinnada.
La diocesi è documentata nelle Notitiae Episcopatuum del patriarcato di Costantinopoli fino al XII secolo.
Tre sono i vescovi attribuiti a questa diocesi dalle fonti conciliari: Teogene, che prese parte al sinodo ariano di Filippopoli nel 343/344, costituito dai vescovi orientali che avevano abbandonato i loro colleghi occidentali riuniti nel concilio di Sardica; Filippo, che partecipò al concilio di Calcedonia nel 451; e Costantino, che assistette al concilio di Costantinopoli dell'879-880 che riabilitò il patriarca Fozio di Costantinopoli.
Dal XIX secolo Lisiade è annoverata tra le sedi vescovili titolari della Chiesa cattolica; la sede è vacante dal 2 agosto 1969.

## Cronotassi

### Vescovi greci
- Teogene † (menzionato nel 343/344)
- Filippo † (menzionato nel 451)
- Costantino † (menzionato nell'879)

### Vescovi titolari
- Jean-Pierre-Alexandre Marcou, M.E.P. † (18 aprile 1895 - 7 dicembre 1939 deceduto)
- Vincentas Borisevičius † (3 febbraio 1940 - 21 gennaio 1944 nominato vescovo di Telšiai)
- Giovanni Rizzo † (28 maggio 1946 - 13 gennaio 1949 nominato arcivescovo di Rossano)
- Luigi Pirelli † (8 gennaio 1957 - 14 agosto 1963 nominato vescovo di Sovana-Pitigliano)
- Federico Sargolini † (1º ottobre 1963 - 2 agosto 1969 deceduto)